# Roberto Carlos (álbum de 1991)
Roberto Carlos é o trigésimo primeiro álbum de estúdio do cantor e compositor Roberto Carlos, lançado em 29/11/1991 pela gravadora CBS. Várias faixas deste álbum alcançaram sucesso, com destaque para "Todas as Manhãs", parceria com Erasmo, "Pergunte Pro Seu Coração", da dupla de hit makers, Michael Sullivan e Paulo Massadas  e o dueto com a cantora Fafá de Belém, a sensual  "Se Você Quer", adaptação de Roberto Carlos e Carlos Colla para "Si Piensas...Si Quieres", gravada pelo próprio Roberto Carlos e no mesmo ano de 1991, porém com a cantora espanhola Rócio Durcal.

## Faixas - Composição e Duração
| Nº | Título                                                     | Composição                                                      | Duração |
| -- | ---------------------------------------------------------- | --------------------------------------------------------------- | ------- |
| 1. | "Todas as Manhãs"                                          | Roberto Carlos-Erasmo Carlos                                    | 3:51    |
| 2. | "Primeira Dama"                                            | Roberto Carlos-Erasmo Carlos                                    | 4:40    |
| 3. | "Se Você Quer" (Si Pienser...Si Quieres) Com Fafá de Belém | Roberto Livi-Alejandro Vezzani Adp. Roberto Carlos-Carlos Colla | 3:47    |
| 4. | "Não Me Deixe"                                             | Marcos Valle-Carlos Colla                                       | 4:04    |
| 5. | "Oh, Oh, Oh, Oh"                                           | Roberto Livi-Salako                                             | 3:40    |
| 6. | "Luz Divina"                                               | Roberto Carlos-Erasmo Carlos                                    | 4:45    |
| 7. | "Pergunte Pro Seu Coração"                                 | Michael Sullivan-Paulo Massadas                                 | 4:41    |
| 8. | "Diga-me Coisas Bonitas                                    | Roberto Carlos-Erasmo Carlos                                    | 3:51    |
| 9. | "Mudança"                                                  | Byafra-Nilo Pinta-Aloysio Reis                                  | 5:10    |

Ficha Técnica
Estúdios:
Westlake - West Hollywood - California - EUA
Crescent Moon Studios - Miami - Florida - EUA
Sigla - RJ 
Viva Voz 
Transamérica - RJ 
Estúdio Lincoln Olivetti - RJ 
Mix - RJ
Produção:
Mauro Motta - exceto a faixa "Oh, Oh, Oh, Oh", produzida por Roberto Livi
Engenheiros de Gravação:
Edu de Oliveira, Rick Ruggieri, Luiz Paulo, João Maria, Wanderley Loureiro, Felipe Nery, Jorge Teixeira ("Garrafa) e Eric Schiling
Assistentes de Gravação:
Ivan Carvalho, Mauro Moraes, Sérgio Rocha, Cláudio Oliveira, Márcio Barros, Stephen Harrinson e John Fundisgland
Engenheiro de Mixagem:
Rick Ruggieri
Masterizado no estúdio The Mastering Lab por:
Rick Ruggieri
Corte:
Élio Gomes (CBS, Rio de Janeiro)
Fotos:
Milton Montenegro
Direção de Arte:
Carlos Nunes
Arte Final:
Júlio Lapenne

## Tabelas

### Tabelas semanais
| Parada musical (1991) | Posição |
| --------------------- | ------- |
| Brasil (Nopem)        | 1       |